# Revista Vitrine
Revista Vitrine (株式会社アイ・ピー・シーホールディング) é uma publicação em língua portuguesa, impressa e distribuída pelo grupo IPC World, no Japão.

## Historia
Revista Vitrine foi fundada em setembro de 1991, pela IPC World, Inc. 
Foi pioneira em publicações nos idiomas português e espanhol no Japão. Através do jornal International Press (extinto), a empresa levou informação sobre o mundo e a comunidade para brasileiros e latinos residentes no país. Em 1995, a IPC World, Inc. iniciou a transmissão da programação da TV Globo, o maior canal brasileiro da atualidade, tornando-se mais tarde a única afiliada da emissora no exterior.
A revista Vitrine é fruto desse espírito inovador. Com periodicidade mensal, a publicação gratuita circula em todo o território japonês desde dezembro de 2007.
Todo conteúdo tem caráter informativo e de utilidade para o cotidiano dos leitores. Contamos com colunistas e coberturas exclusivas como do Brazilian Day, o maior evento de brasileiros no Japão, além de entrevistas com artistas e personalidades, diferenciando-se assim de outras publicações.
Em pouco tempo a revista Vitrine atraiu diversas empresas e graças ao retorno que proporciona, tornou-se o maior guia de compras e serviços da comunidade, e uma referência para quem procura por serviços e produtos.

## Informações e Características
Sobre a Revista Vitrine:
- Formato: B5 (182mm×257mm)
- Impressão: 4 cores
- Primeira edição: dezembro de 2007
- Tiragem: 33.300 mil exemplares
- Periodicidade: mensal
- Circulação: dia 5
- Preço: gratuito
- Distribuição Mensal: 33,300 exemplares

Com a maior tiragem por revista no Japão, a Vitrine é distribuída em todo território japonês, principalmente nas áreas de grande concentração de brasileiros como Aichi, Shizuoka, Gunma, Mie e Gifu. Os pontos de distribuição são lojas de produtos brasileiros, restaurantes, embaixada, consulados, prestadores de serviços, entidades financeiras e educacionais.

###### Formas de Entrega
- ENTREGA LOCAL

Entrega direta por caminhões. Eles levam a revista aos pontos de distribuição nas áreas de Aichi, Shizuoka, Gunma e Mie.
- KURONEKO TAKKYUBIN

Para as demais províncias, o envio é feito através da empresa Kuroneko Takkyubin, cujo serviço de entrega é reconhecido por sua pontualidade e eficácia.
- ASSINATURAS

Enviados para residências de leitores
- EVENTOS

Distribuição nos principais eventos e festas da comunidade